# Новопсков — Моздок
Новопсков – Моздок – турбопровід, споруджений для подачі додаткового ресурсу на Північний Кавказ. Наразі є складовою газотранспортного коридору Північний Кавказ – Центр.
У другій половині 1950-х – першій половині 1960-х з розпочались масштабні поставки природного газу з Передкавказзя до столичного регіону СРСР по газопроводах Ставрополь – Москва та Краснодарський край – Серпухов. Втім, за два десятиліття основні ресурси родовищ Ставропольського краю та Кубані виявились випрацьованими і тепер уже сюди почалась подача блакитного палива через реверсовані трубопроводи. При цьому для забезпечення зростаючого попиту та живлення прокладених у Закавказзя газопроводів Моздок – Тбілісі і Моздок – Казі-Магомед (останній ввели в дію у 1982-му) вирішили спорудити додаткові потужності.
Вихідним пунктом нового газопроводу, який став до ладу у 1984, став газовий хаб у Новопскові (на півночі Луганської області України), куди на той час вивели газопроводи Оренбург – Новопсков (1975) та Уренгой – Новопсков (1980 – 1983), які подавали ресурс південноуральського та сибірського походження. 
Загальна протяжність газопроводу від Новопскову до Моздоку становить 388 км, при цьому використали діаметр труб 1220 мм (найбільший серед усіх трубопроводів, прокладених у газотранспортному коридорі Північний Кавказ – Центр). Після Ростова перекачування газу забезпечують компресорні станції Єгорлик, Привольна, Ізобільна, Невинномисська та Георгіївська. Робочий тиск становить 5,5 МПа.
Подача додаткового ресурсу, зокрема, дозволила у тому ж 1984-му перевести на газ найпотужнішу в регіоні Ставропольську ТЕС.